# Lepanthes divaricata
Lepanthes divaricata là một loài thực vật có hoa trong họ Lan. Loài này được Fawc. & Rendle mô tả khoa học đầu tiên năm 1905.